# Gazeta de Caxias
A Gazeta de Caxias é um jornal da cidade de Caxias do Sul, Brasil.
Foi criado em 1987 como um jornal mensal de bairro, intitulado O Pellegrino. Em 1992 Odir Frizzo adquiriu o controle acionário, permanecendo como seu diretor-presidente. Em 1995 a circulação passou a ser semanal, ampliando seu foco de interesse para abranger toda a cidade. Seu nome foi mudado em 1997 para Gazeta de Caxias, e atualmente tem uma tiragem de 10 mil exemplares, contando com uma versão online.